# Hamfelde (powiat Stormarn)
Hamfelde (dolnoniem. Hamfellen) – gmina w Niemczech, w kraju związkowym Szlezwik-Holsztyn, w powiecie Stormarn, wchodzi w skład urzędu Trittau.